# Ny-Hor
Ny-Hor có thể là một Pharaoh thuộc Thời kỳ Tiền Vương triều. Tên của ông có nghĩa là "Thợ Săn". Ông có thể đã trị vì vào thế kỷ thứ 31 TCN.

## Tên gọi
Mặc dù cách giải thích đang còn gây trang cãi, thế nhưng người ta vẫn cho rằng tên Horus của ông Ḥr-nj / Ḥr-nw có nghĩa là Ngài thuộc về Horus / Thợ săn của Horus.
Tuy nhiên, không giống với các Pharaoh sau này, tên serekh của ông lại không có hình ảnh con chim ưng của thần Horus. Nguyên nhân chính xác cho điều này hiện vẫn còn chưa rõ, nhưng có thể là do ông đã cai trị trước khi có tục lệ này hoặc rằng ông không được coi là một vị vua giống như các vị vua sau này. Các biến thể khác của tên gọi bao gồm: Ni-Hor, Hor-ni, hoặc Ny-Hor.

## Bằng chứng
Tên của Ny-Hor chủ yếu xuất hiện trên các bình bằng đất sét hoặc đá được tìm thấy trong những ngôi mộ nằm gần Tarchan, và ở Tura và Tarjan và Nagada.
Tuy nhiên, bằng chứng cho sự cai trị của ông lại rất nghèo nàn và sự tồn tại của triều đại này bị nghi ngờ bởi một số nghiên cứu, và quan điểm về cách đọc thực tế và cách diễn giải tên gọi của ông đang không thống nhất.
- Một số nhà Ai Cập học tin rằng Ny-Hor là một tên gọi khác của Pharaoh Narmer.[6]
- Thomas Schneider, Günter Dreyer, và Werner Kaiser mặt khác lại cho rằng Ny-Hor không phải là Narmer vì những mảnh xương được tìm thấy trong những ngôi mộ ở Tarchan có niên đại trước thời kỳ Narmer sống.[7]

## Tiểu sử
Rất ít điều được biết đến về triều đại của ông và sự tồn tại của ông vẫn là điều gây tranh cãi.
Horus Ny (Ny-Hor) có thể là một vị vua thuộc Hạ Ai Cập trong thời kỳ Tiền vương triều và theo truyền thống là ông đã sống và cai trị vào khoảng từ 3200 – 3170 TCN ở Nekhen. Những dòng chữ khắc tên của ông đến từ Tarkhan, Tura, và Naqada.
Người ta cho rằng ông có thể đến từ một triều đại đối thủ của các vị vua Thinis, giu’a Infinty năm trước khi các vị vua của vương triều này chinh phục vùng đất của ông và thiết lập vương triều thứ Nhất